# فستيل
فستيل (بالتركية: Vestel)‏ وهي شركة إنتاج أجهزة منزلية كهربائية تركية تأسست في سنة 1984، ويقع مقرها الرئيسي في مدينة مانيسا في تركيا يصل دخل الشركة في السنة الواحدة إلى 3 مليارات دولار.